# Pena privata
In diritto si intende per pena privata una sanzione punitiva che trova fonte e/o applicazione in relazione ad una vicenda privata, come un atto negoziale, o comunque inflitta da un soggetto privato dotato di potestà punitiva.

## Diritto italiano
Nell'ordinamento giuridico attuale l'ultimo residuo di potestà punitiva privata si rinviene nel potere disciplinare del datore di lavoro.

### Dottrina classica
La dottrina maggioritaria respinge il concetto di pena privata, perché il presupposto della pena cioè l'insufficienza del risarcimento del danno nei casi in cui questo è difficilmente determinabile o addirittura assente non viene ritenuto un valido fondamento per la generale legittimità della sanzione privata, la quale contrasta col principio costituzionale di uguaglianza che garantisce anche la parità delle parti nei rapporti interprivati, vietando quindi la generale istituzione di autorità private con potestà sanzionatoria. L'articolo 3 della Costituzione fonda, si osserva, un limite di ordine pubblico verso l'autonomia privata, quindi deve considerarsi nullo, proprio per violazione di detto limite, il patto che attribuisce ad una parte il potere di sanzionare l'altra.

### Dottrina più recente
In realtà la dottrina più recente tende a rivalutare il concetto di pena privata - collocandolo su più ampie e diverse basi - osservando che:
- Lo stesso risarcimento del danno è sanzione, cioè pena, per un fatto illecito;

- Esistono taluni illeciti che sono in grado di procurare all'autore un profitto maggiore del danno inferto alla vittima;
- Proprio il principio di eguaglianza impone di calcolare il risarcimento sempre sulla maggior somma tra depauperamento ed arricchimento, se si vuole conservare al risarcimento il valore di sanzione per il compimento di un fatto vietato;
- La legge sui pagamenti tardivi ha previsto il pagamento di interessi moratori nella misura del saggio d'interesse determinato dalle operazioni di rifinanziamento della BCE maggiorato di sette punti, sì che tali interessi possano giudicarsi quale danno punitivo, vale a dire quale pena privata.[1]

Ne consegue che il concetto di pena privata potrebbe essere recuperato non già quale punizione prevista da meri accordi negoziali, ma quale forma punitiva prevista dall'ordinamento per taluni illeciti civili idonei ad ingenerare allarme o danno sociale. Il campo più ampio di applicazione riguarda quegli illeciti commessi nell'ambito dell'attività d'impresa, sulla base di un'opportunistica valutazione dei costi/benefici tra un comportamento men che diligente (ma economicamente più proficuo, pur tenendo conto degli eventuali danni da risarcire) ed un altro improntato a rettitudine e correttezza, ma costoso e scarsamente redditizio. In questa prospettiva nella giurisprudenza nordamericana si è da tempo radicato l'istituto dei punitives damages.